# Matidia la Mayor
Matidia la Mayor o Salonia Matidia fue una dama romana del siglo II hija del senador Cayo Salonio Matidio Patruino y de Ulpia Marciana, hermana del emperador Trajano.
Nació antes del año 68. Estuvo casada con Lucio Vibio Sabino, con quien tuvo una hija llamada Vibia Sabina, quien llegaría a ser la esposa del emperador Adriano, y con Lucio Mindio, un oscuro senador deducido a partir de los libertos de la hija de ambos, Matidia la Menor. Trajano, que no tuvo descendencia propia y educó a Matidia como si fuese su propia hija, eligió como sucesor a Adriano especialmente por tratarse de su sobrino segundo y pupilo, lo que reforzó uniéndole a su sobrina nieta Vibia Sabina. Matidia heredó las cualidades de su madre y fue proclamada Augusta a la muerte de esta, en 112, siendo acuñadas monedas en su nombre por Trajano, para conmemorar este hecho. Tras la muerte de Matidia, sucedida en 119, Adriano la deificó y de nuevo se acuñaron monedas póstumas en su nombre.